# Dominat
Dominat (łac. dominus et deus – pan i bóg) – termin używany przez współczesnych historyków na określenie ustroju Cesarstwa Rzymskiego (III w.) po reformach Dioklecjana. Charakteryzowała go absolutna władza cesarza używającego tytułu dominus et deus (pan i bóg). 

## Charakterystyka
Początki tej formy rządów wiążą się z cesarzem Aurelianem, który przyjął tytuł dominus et deus natus (pan i bóg urodzony). Przyczyną wprowadzenia dominatu przez Dioklecjana były zagrożenia zewnętrzne (aktywność Germanów i Persów), wzrastający separatyzm poszczególnych części imperium, kryzys gospodarczy i narastające niezadowolenie społeczne, przybierające postać buntów.
Wzorcem dla tej formy rządzenia były wschodnie despocje: połączono kult cesarski z kultem boskim, władca dzierżył na skroniach diadem (typowo wschodnia oznaka władzy królewskiej). Ołtarze ze świecami i podobizną cesarza były w siedzibach urzędników i obozach wojskowych. Przed cesarzem padano na kolana i twarzą do ziemi. Jednocześnie Dioklecjan pojawiał się publicznie bardzo rzadko, traktowany jako wybraniec bądź syn Jowisza.
Dioklecjan przeprowadził reformę państwa rzymskiego, konieczną ze względu na rozległość terytorialną. Wprowadził rządy, nazwane tetrarchią (rządy czterech, czwórwładza), która polegała na tym, iż Imperium rządzi dwóch augustów, oni natomiast mianują swoich zastępców zwanych cezarami, po 20. latach sprawowania władzy, w teorii, mają zrzec się tytułu augusta na swojego zastępcę, który po kolejnych 20. latach ma zrzec się władzy na swego cezara itd. Dioklecjan, pozostając na Wschodzie, zachował władzę zwierzchnią nad całością cesarstwa. Jednocześnie, zrywając całkowicie z pozorami republiki, wprowadził jawną władzę absolutną, czego wyrazem był też pełen przepychu, wzorowany na tradycjach wschodnich rytuał dworski. 
Pierwszymi tetrarchami byli:
- Dioklecjan, August Wschodu
- Galeriusz, Cezar Wschodu
- Maksymian, August Zachodu
- Konstancjusz, Cezar Zachodu.

Reforma podwajała liczbę prowincji z 50 do około 110, wprowadzała jednostki wobec nich nadrzędne (diecezje), kilka prowincji stanowiło jedną diecezję na czele z wikariuszem. Nowy podział terytorialny miał zdecentralizować państwo, zmniejszyć władzę namiestników prowincji, zwiększając przy tym wydajność tychże terytoriów. Wojsko zostało podzielone na dwa rodzaje: stacjonujące tuż przy granicy, mające przyjmować pierwsze uderzenie wroga (bardziej defensywne) oraz lotne (bardziej ofensywne), składające się głównie z konnicy, mające interweniować w miejscach szczególnie zagrożonych. Rozdzielała też władzę cywilną od wojskowej. 
Sam system tetrarchii nie przetrwał po abdykacji Dioklecjana, jednak jego reformy umocniły państwo rzymskie na kolejne 200 lat.